# Perdita debilis
Perdita debilis är en biart som beskrevs av Timberlake 1968. Perdita debilis ingår i släktet Perdita och familjen grävbin. Inga underarter finns listade i Catalogue of Life.